# Colette van Aalst
Colette van Aalst (11 mei 1989) is een voormalig Nederlands voetbalster die speelde voor Fortuna Sittard.

## Carrière
Van Aalst maakte in de zomer van 2008 de overstap van haar amateurclub naar Roda JC, die dat seizoen met een nieuw elftal in de Eredivisie Vrouwen startten. Ze speelde dat seizoen drie duels voor de club. Na een jaar stopte Roda wegens financiële redenen echter alweer met het vrouwenteam, waardoor Van Aalst op zoek moest naar een nieuwe club. Die vond ze in de vorm van SV Venray, uitkomend in de Eerste Klasse. In seizoen 2009/10 scoorde ze acht goals voor de club. In seizoen 2010/11 kwam ze wederom uit voor Venray, maar speelde daarnaast ook voor VVV-Venlo dat dat jaar nieuw was in de Eredivisie Vrouwen en een samenwerkingsverband aan is gegaan met de club uit Venray.

## Statistieken
| Seizoen | Club            | Land      | Competitie      | Wedstrijden | Doelpunten |
| ------- | --------------- | --------- | --------------- | ----------- | ---------- |
| 2008/09 | Roda JC         | Nederland | Eredivisie      | 3           | 0          |
| 2009/10 | SV Venray       | Nederland | Eerste Klasse D | -           | -          |
| 2010/11 | SV Venray       | Nederland | Eerste Klasse D | -           | -          |
| 2010/11 | VVV-Venlo       | Nederland | Eredivisie      | 2           | 1          |
| 2011/12 | SV Venray       | Nederland | Hoofdklasse     | -           | -          |
| 2011/12 | VVV-Venlo       | Nederland | Eredivisie      | 2           | 0          |
| 2012/13 | Fortuna Sittard | Nederland | Topklasse       | -           | -          |
| Totaal  | Totaal          | Totaal    | Totaal          | 7           | 1          |

Bijgewerkt op 13 jun 2012 13:12 (CEST)